# Operazione Jericho
L'Operazione Jericho fu un raid aereo eseguito il 18 febbraio 1944 da parte del Commonwealth britannico sulla prigione della Gestapo ad Amiens, nella Francia occupata durante la seconda guerra mondiale. L'operazione era stata pianificata in modo da eliminare le guardie nell'area di alloggio e far fuggire i membri della Resistenza francese e altri prigionieri detenuti.
L'attacco dei bombardieri DH.98 Mosquito e dei cacciabombardieri Typhoon avenne a bassa quota per far breccia nelle mura delle prigione. Degli 832 prigionieri, 102 furono uccisi dai bombardamenti, 74 rimasero feriti e 258 fuggirono, di cui 79 membri della Resistenza e prigionieri politici; mentre due terzi dei fuggitivi furono ricatturati.
Due Mosquito e un caccia di scorta Typhoon furono abbattuti e un altro Typhoon fu disperso in mare. Il raid si distinse per la precisione e l'audacia dell'attacco, che è stato ripreso da una telecamera posta su uno dei Mosquito.
È ancora oggi in discussione su chi abbia richiesto l'attacco e se fosse necessario.

## Antefatti

### Resistenza francese
Nel corso del 1943 l'interesse degli Alleati e dei tedeschi per lo stretto di Dover aumentò notevolmente; gli Alleati volevano ottenere informazioni sulle difese costiere del Vallo Atlantico per una futura invasione anfibia, per tenere il più lontano possibile lo Westheer dalla Normandia. Le informazioni servivano anche per attuare l'operazione Crossbow contro le Vergeltungswaffen presenti nella regione. I tedeschi volevano mantenere il più possibile segreti i preparativi per l'invasione alleata e l'offensiva di rappresaglia con le bombe volanti V-1. Hermann Giskes, a capo dell'Abwehr (servizio d'intelligence militare tedesco) nei Paesi Bassi, in Belgio e nella Francia settentrionale, era il responsabile nell'operazione di controspionaggio Englandspiel, Lucien Pieri, un negoziante di Amiens aveva gestito una redditizia attività secondaria come informatore della Gestapo fin dal 1941 e nel 1943 aveva una rete di informatori che penetrava in molte reti della resistenza nel nord della Francia. La Gestapo e l'Abwehr riuscirono a smascherare molte reti di spionaggio e sabotaggio francesi, britanniche e statunitensi nel nord e nel nord-ovest della Francia.

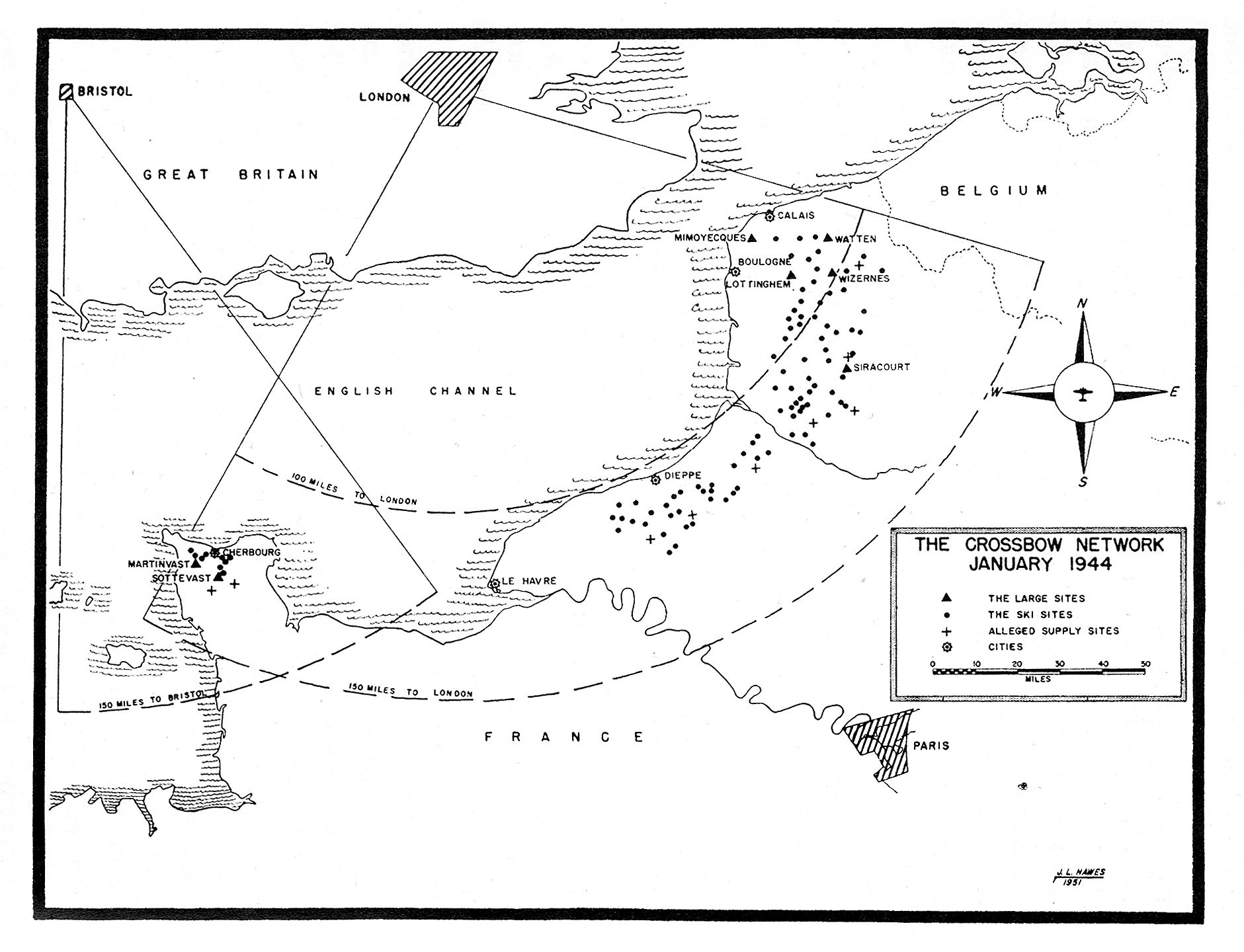
Mappa contemporanea che mostra i siti di lancio dei missili V-1 tedeschi nel 1944.

Alla fine di ottobre 1943, dopo la cattura del maquisard Roland Farjon, una figura di spicco dell'Organisation civile et militaire (facente parte della Resistenza) diede inizio a un periodo di arresti di massa di masquisards dell'OCM, il quale contava 100.000 membri tra uomini e donne, di cui 12.000 dalla regione di Amiens pronti per l'attesa invasione alleata. Alcuni prigionieri detenuti dalla Gestapo, durante l'inverno del 1943-1944 nei pressi di Amiens, furono rinchiusi nella prigione locale dove, a dicembre 1943, dodici membri della resistenza furono fucilati. Il 14 febbraio 1944, Raymond Vivant, il sottoprefetto di Abbeville e ultimo capo dell'OCM rimasto in libertà fu arrestato. All'inizio della guerra, Vivant aveva istituito un sistema di raccolta di informazioni in cui la gente raccoglieva informazioni sulle difese costiere della Manica e le passava ai sindaci dei villaggi, che le consegnavano a Vivant per trasmetterle a Londra via radio. Con la perdita di così tanti capi della resistenza, Vivant era venuto a conoscenza di troppe cose sull'invasione e sul modo in cui la resistenza avrebbe dovuto sostenerla, che comprendeva un piano per riorganizzarla e decuplicarla. La perdita di Vivant ha portato l'OCM e altre reti affiliate sull'orlo del collasso.
La notizia sulla cattura di Raymond Vivant fu fatta uscire di nascosto dalla prigione di Amiens e trasmessa in Inghilterra. L'Office of Strategic Services (OSS) statunitense e il Secret Intelligence Service (MI6) britannico temevano che i tedeschi potessero scoprire la sua identità ed estorcergli informazioni; il danno ai piani alleati sarebbe stato incalcolabile. È arrivata anche la notizia che due spie americane e un agente britannico si trovavano nella prigione di Amiens, due di loro apparentemente arrivati da poco in Francia. William Joseph Donovan, capo dell'OSS, chiese un tentativo di salvataggio a Stewart Menzies, capo dell'MI6, che fu trasmesso al gabinetto di guerra. Al Bureau central de renseignements et d'action (abbeviato in BCRA) gollista di Londra furono chieste tutte le informazioni sulla prigione di Amiens e gli specialisti in evasione e fuga dell'MI9 e del MISX, l'equivalente statunitense, iniziarono a raccogliere informazioni per un tentativo di evasione. A tutti i costi, Londra e Washington volevano che Raymond Vivant fosse liberato o ucciso nel tentativo.

### Prigione di Amiens
Maurice Holville ottenne il permesso di consegnare pacchi alla prigione, di disegnare schizzi della disposizione interna del carcere e di studiare i ritmi e le routine delle guardie, per accompagnare le cianografie rubate dagli archivi della città. Un altro membro della resistenza studiò le mura esterne, tuttavia la resistenza non riuscì a scoprire il vero spessore del muro esterno o che i suoi blocchi di pietra non erano stati murati. Le informazioni rivelate dallo spionaggio sono state registrate e i documenti sono stati tagliati in due. Una metà di essi sono stati conservati da un membro anziano del gruppo Sosie mentre l'altra metà è stata data a “Serge” per poi essere consegnata in seguito. Un'incursione armata era possibile, come era stata tentata di recente nel carcere di St Quentin, anche se era stata respinta con violenza e la sicurezza era aumentata in altre prigioni. “Serge” è stato arrestato dalla Milice con la sua metà dei documenti addosso e fucilato; la Gestapo rinforzò le guardie della prigione di Amiens con 80 uomini e installò una postazione permanente di mitragliatrici nel cortile, rendendo suicida un attacco via terra.

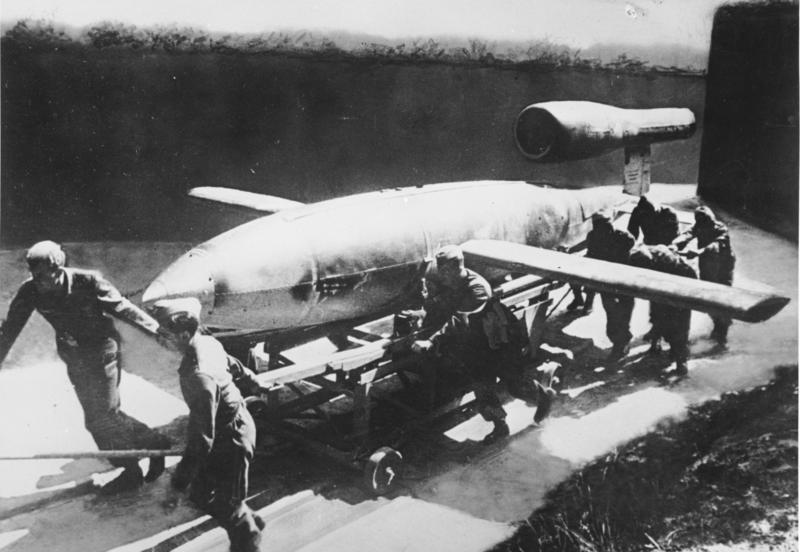
Truppe tedesche mentre spostano una bomba volante V-1.

Le fotografie di ricognizione della prigione hanno mostrato che l'edificio A, l'edificio principale della prigione, era cruciforme e lungo 130 metri sul lato nord, 120 metri sul lato sud, 99 metri sul lato est e 96 metri sul lato ovest. L'edificio era alto 15 metri alla grondaia e il colmo del tetto era a 19 metri; non si vedevano postazioni di mitragliatrice vicino alla prigione. Il terreno della prigione era delimitato da un muro alto 3,4 metri con cortili recintati per segregare i prigionieri durante gli esercizi. Secondo i rapporti dei servizi segreti, gli alloggi delle guardie tedesche si trovavano sui lati corti del crocefisso, disegnato in uno schizzo ricevuto dalla Resistenza. La mensa delle guardie si trovava negli alloggi a un'estremità e la sala delle guardie nell'altra. Le guardie pranzavano a mezzogiorno e molti prigionieri consumavano il pasto di mezzogiorno alla stessa ora nella sala centrale del carcere. Oltre il terreno e a 73 metri a nord si trovava una trincea vicino a un incrocio stradale. L'edificio B nelle fotografie sembrava essere un piccolo complesso di case bifamiliari a due piani con tetto a capanna, che si pensava fossero abitazioni private; l'edificio C era indicato come lo Ospizio St Victor. Gli alleati avrebbero dovuto sfondare le mura della prigione e colpire ogni estremità dell'edificio principale per far saltare le gabbie. L'urto delle esplosioni dovrebbe far aprire le porte delle celle senza distruggere l'edificio e uccidere i prigionieri.
Un tentativo di salvataggio di qualche tipo era considerato essenziale per rassicurare i prigionieri della resistenza che non erano stati abbandonati, per rinforzare i sopravvissuti ai recenti rastrellamenti con gli evasi e per reclutare i prigionieri criminali comuni. La madre di due prigionieri della resistenza si fece arrestare e fu in grado di trasmettere ai prigionieri le istruzioni di sdraiarsi se fossero apparsi degli aerei sopra di loro e di tenersi pronti per un tentativo di evasione. La resistenza stimò che circa 700 detenuti si trovavano nella prigione, ma sbagliò il numero di “politici”; tali prigionieri erano di solito alloggiati nella sezione tedesca della prigione, dove erano detenuti circa 100 uomini e donne. I detenuti normali erano rinchiusi nelle sezioni penali, in condizioni di sovraffollamento tali che in alcune celle otto detenuti alla volta si sdraiavano per dormire e gli altri restavano in piedi fino al loro turno. I tedeschi misero alcuni dei “politici” tra i normali criminali per mancanza di spazio e alcuni criminali erano proprio “politici” arrestati per reati penali e rimasti in incognito. La Gestapo e la Milice trattenevano abitualmente le persone nella prigione per settimane prima di informare le autorità giudiziarie francesi, creando così statistiche fuorvianti; il 18 febbraio il conteggio dei prigionieri interni era di 832, di cui 180 detenuti nella sezione tedesca. Tre britannici, un americano e un agente belga furono tenuti in isolamento, con tre americani catturati in abiti civili, che avevano dichiarato di essere equipaggi di aerei abbattuti e di essere stati imprigionati come sospetti agenti, piuttosto che prigionieri di guerra. Il 19 febbraio, 26 uomini e tre donne imprigionati con i criminali e diversi detenuti della sezione tedesca dovevano essere fucilati dal plotone d'esecuzione su ordine del tribunale di Amiens.

## Preludio

### Pianificazione terrestre

Valle del fiume Somme ed entroterra, Amiens si trova fuori centro.

A mezzogiorno della settimana precedente il raid, la resistenza francese aveva circa 100 confederati all'esterno della prigione e circa 16 prigionieri al corrente, pronti per un tentativo di evasione; dodici vedette erano state collocate nelle case vicine alla prigione e diverse persone che parlavano fluentemente tedesco erano vestite con uniformi delle SS con segni riconoscibili dal personale della resistenza. Prima della scadenza di mezzogiorno, dieci camion gassogeni e diverse automobili si trovavano nella zona, alcuni parcheggiati e altri di passaggio; biciclette e velocipedi erano nascosti in case e negozi. La resistenza aveva diverse squadre nascoste nelle vicinanze, armate di mitra Sten, pistole e bombe a mano, pronte a sfondare le mura della prigione quando i detenuti uscivano.
Armi e munizioni erano state paracadutate alla resistenza per armare i fuggitivi. Sono stati raccolti abiti maschili e femminili e un interprete ha sottratto carte d'identità in bianco, pass e timbri ufficiali. La Resistenza creò false identità per i fuggitivi; furono approntati rifugi ad Amiens e in altre città come Arras e Abbeville. Un secondino francese simpatizzante della Resistenza accettò di sondare altri secondini e un prigioniero criminale aveva disegnato un'immagine di una passepartout, ne aveva fatto una copia e si era accordato con una guardia per provarla e poi duplicarla. Per precauzione, al prigioniero è stato anche chiesto di introdursi negli uffici dell'amministrazione prima di fuggire per distruggere i registri dei detenuti.

### Pianificazione aerea
L'operazione Jericho (in codice Ramrod 564), venne assegnata al 140° Stormo, della 2° Forza aerea tattica della RAF. Diciotto de Havilland DH.98 Mosquito (sei di essi facevano parte del 487° Squadrone della RNZAF, capitanati da Irving Smith, altri sei invece del 464° Squadrone RAAF capitanati da Bob Iredale, entrambi i due squadroni convergevano nel Articolo XV Squadriglie. Infine gli ultimi sei Mosquito facevano parte del 21° Squadrone, capitanati da Ivor Gordon Easton Dale dovevano seguire il raid in caso di fallimento e bombardare la prigione, uccidendo i prigionieri. Un Mosquito da ricognitore fu messo a disposizione della Royal Air Force Film Production Unit per documentare l'attacco aereo. Il raid era stato fissato provvisoriamente per il 17 febbraio; i Mosquito dovevano arrivare sopra la prigione a mezzogiorno in punto, per cogliere di sorpresa le guardie a pranzo e farle bombardare dalla seconda ondata. Il piano fu divulgato alla resistenza perché facesse una soffiata ai clandestini della prigione e facesse in modo che i complici fossero in attesa all'esterno.
Il vice maresciallo dell'aria Basil Embry, l'ufficiale al comando del 2º Gruppo RAF, intendeva guidare il raid, ma fu scavalcato e costretto a ritirarsi perché coinvolto nella pianificazione dell'operazione Overlord. Il comandante di gruppo Percy Pickard del 140° Stormo assunse il comando della missione. Ogni squadriglia di Mosquito era scortata da uno squadrone di Hawker Typhoon (rispettivamente provienenti dai 174° Squadrone e 245° Squadrone della base RAF di Westhampnett, dalla base RAF di Manston e uno squadrone fu fornito dall'Corpo di difesa aerea della Gran Bretagna). Fu costruito un modello in gesso della prigione, basato su fotografie e altri dettagli inviati dalla Francia, una pratica comune nella pianificazione della RAF. Il modello mostrava la prigione come sarebbe apparsa a una distanza di 6,4 km a un'altezza di 460 metri; l'attacco a un'altitudine così bassa richiedeva un tempismo attento per evitare collisioni. Il carico di bombe per i Mosquito era di due bombe semi-perforante da 230 kg per le pareti esterne e due bombe di media capacità da 230 kg per le pareti interne, tutte innescate con un ritardo di 11 secondi. La prima sezione di tre aerei del 487° Squadrone doveva attaccare il muro orientale alle 12:00 a bassa quota, usando la strada principale come guida verso l'obiettivo, mentre i secondi tre dovevano attaccare il muro settentrionale in direzione nord-sud una volta esplose le prime bombe. La prima sezione del 464° Squadrone RAAF avrebbe attaccato l'estremità sud-orientale dell'edificio principale tre minuti dopo, mentre la seconda sezione avrebbe attaccato l'estremità nord-occidentale.
Le due sezioni del 21° Squadrone, in riserva, ricevettero l'ordine di attaccare la prigione dieci minuti dopo, una da est e una da nord, se l'attacco non fosse riuscito a bombardare la prigione e a uccidere gli occupanti; se non fosse stato necessario, Pickard avrebbe trasmesso “Red, Daddy, Red” per i Mosquitos del 21° Squadrone per tornare a casa. Il tempo è peggiorato dopo il 10 febbraio, con nubi basse e neve in tutta Europa; Hunsdon è stata coperta da neve alta, sotto una fitta nuvolaglia e bufere di neve. Il 16 febbraio sono state imposte severe misure di sicurezza e il campo è stato sigillato. Gli agenti di sicurezza erano dislocati nel campo e altri si mescolavano nel pubblico in pub e caffè, origliavano le telefonate e censuravano la posta. Un navigatore, incautamente, chiamò la sua ragazza e parlò di “circostanze speciali”, il che portò tutto l'equipaggio a essere rimproverato da Pickard per compiacenza. Il 17 febbraio, nubi fitte e bufere di neve persistono e costringono a un rinvio; le previsioni meteorologiche riviste arrivano di solito nel pomeriggio; a parte il rischio di formazione di ghiaccio, suggeriscono che il tempo sulla Francia potrebbe migliorare per il giorno successivo.

### Briefing

Quattro bombe di medie capacità da 226 kg caricate su un Mosquito FB.VI del 464° Squadrone alla base RAF di Hunsdon.

Il 18 febbraio, i diciannove equipaggi scelti si svegliarono e trovarono la base RAF di Hunsdon ancora coperta di neve sotto nuvole basse e bufere di neve, ma era impossibile aspettare ancora. Una previsione meteorologica più favorevole portò alla decisione di rischiare l'operazione e furono preparati i 18 bombardieri Mosquito. Gli equipaggi sono stati svegliati alle 06:00 dal suono dei motori Merlin in fase di collaudo; il briefing è avvenuto alle 08:00 e ogni uomo è stato sottoposto a un controllo di identità quando è entrato nella sala briefing. Una grande scatola su un tavolo conteneva un modello dell'obiettivo. Pickard, Embry e l'ufficiale di navigazione, Edward (Ted) Sismore, entrarono nella stanza. Pickard parlò per primo, spiegando la natura insolita di Ramrod 564.
(Comandante di stormo Smith)
Gli equipaggi si sono presi tutto il tempo necessario per studiare la rotta e il modello della prigione; a metà mattina i preparativi erano completati e i Mosquito erano allineati nell'ordine di decollo; pochi di loro avevano volato prima con un tempo simile. Pickard, con “F-Freddie”, doveva portarsi dietro la seconda ondata per valutare i danni e chiamare il 21° Squadrone se necessario. Se Pickard non era in grado di inviare il segnale (“Red, Daddy, Red Daddy”) l'equipaggio di “O-Orange”, il Mosquito dell'FPU, lo trasmetteva al suo posto. Il luogo d'incontro con i Typhoons è stato a Littlehampton. I due squadroni di Typhoon alla base RAF di Westhampnett sono stati informati in fretta e furia alle 10:55 e hanno iniziato a decollare alle 11:10 senza serbatoi a lungo raggio. Alla base RAF di Manston, il tempo era così brutto che il comandante della stazione ADGB si rifiutò di consentire il decollo. Al suo posto vennero inviati diversi Typhoon del 198° Squadrone, ma non raggiunsero Amiens fino a quando tutti i Mosquito dell'FPU non furono partiti per il rientro.

## Attacco

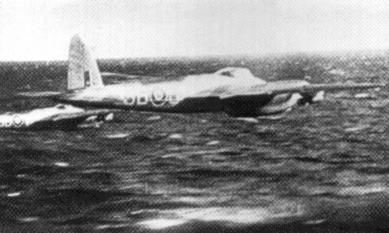
Mosquito SB-U e SB-V del 464° Squadrone mentre attraversano la Manica verso Amiens.

I Mosquito decollarono a turno, scomparendo nella nebbia e nella neve, Smith in testa con i sei Mosquito del 487° Squadrone.
(Ufficiale pilota Maxwell Sparks del 487° Squadrone)

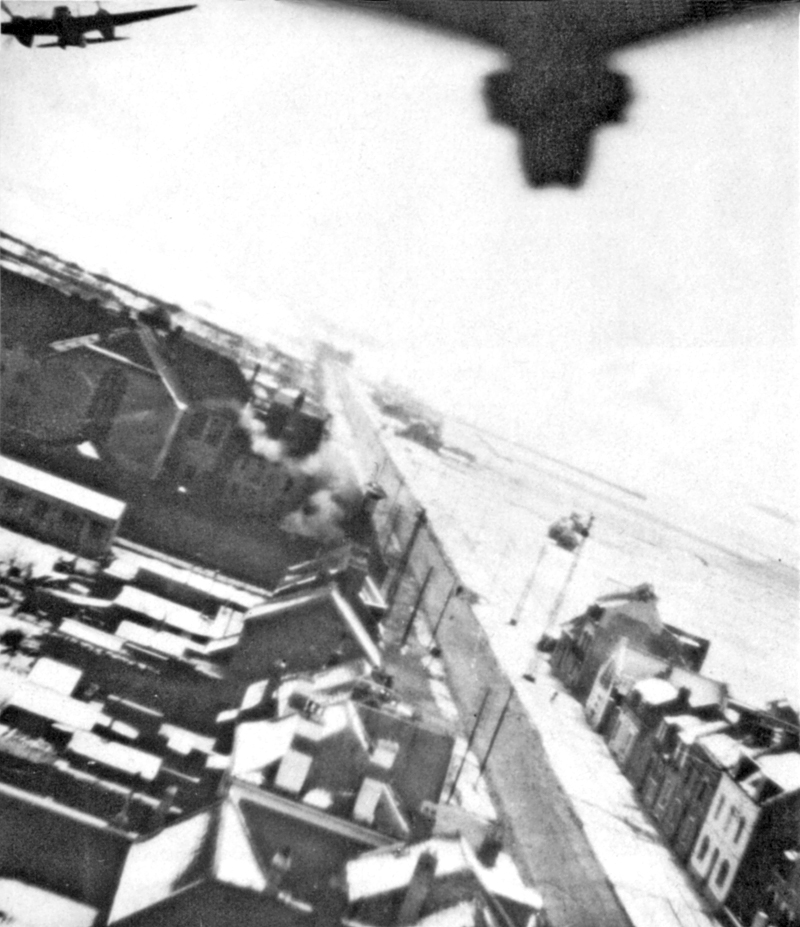
Il 487° Squadrone di Mosquito sorvola sopra la prigione di Amiens mentre le bombe stanno per essere sganciate, mostrando gli edifici e il paesaggio coperti di neve.

Il meteo sulla base RAF di Westhampnett era leggermente migliore rispetto a quella di Manston, otto Typhoon del 174° Squadrone sono decollati, seguiti da altri otto del 245° Squadrone. Il luogo d'incontro a Littlehampton fallì a causa del forte maltempo, ma sopra la Manica il 174° Squadrone incontrò quattro Mosquito della seconda ondata, ai quali se ne aggiunsero altri quattro a metà strada. I Typhoon del 245° Squadrone trovarono altri tre Mosquito, gli ultimi della terza ondata, due Mosquito ciascuno del 464° e del 21° Squadrone che avevano volato tra le nuvole di neve e rientrarono alla base.
Il tenente di squadriglia Hanafin a bordo di EG-Q subì un incendio al motore mentre si dirigeva verso l'obiettivo e ha messo in bandiera l'elica il quale ha permesso di spegnere l'incendio. Hanafin è riuscito a tenere il passo della formazione per un po' di tempo, ma alla fine si è dovuto ritirare e ha riavviato il motore difettoso per recuperare il ritardo. Il motore prese nuovamente fuoco e Hanafin dovette sganciare le bombe e tornare indietro a circa 19 km dalla prigione. L'EG-Q fu colpito due volte dalla FlaK, ferendo Hanafin al collo e paralizzandone il lato destro; il dolore era tale che il navigatore gli fece un'iniezione di morfina. Hanafin tornò indietro attraverso la tempesta di neve e riuscì a far atterrare l'EG-Q in un aeroporto del Sussex. I Mosquito rimasti volarono avanti e videro gli Fw 190 in rullaggio all'aeroporto di Glisy, non lontano da Amiens.
I Typhoon che trovavano i Mosquito proseguivano verso l'obiettivo e volavano in un cerchio difensivo sotto le nuvole a circa 300 metri. Gli Fw 190 si nascondevano tra le nuvole, si buttarono in picchiata sugli attaccanti e rientravano in volo tra le nuvole.
(Pilota del 487° Squadrone)
Alle 12:01 i Mosquito raggiunsero l'obiettivo, tre del 487° Squadrone puntarono sulle mura orientali e settentrionali della prigione. I Mosquito del 464° Squadrone erano troppo vicini e dovettero girare intorno mentre le prime bombe esplodevano nelle pareti esterne. Il muro orientale sembrava non essere stato danneggiato alle 12:06, quando due aerei del 464° Squadrone lo attaccarono da un'altitudine di 15 metri con otto bombe da 230 kg, ma gli osservatori non videro alcun danno alla prigione. Contemporaneamente, due Mosquito del 464° Squadrone bombardarono l'edificio principale da una distanza di 30 m, sempre con otto bombe da 230 kg. Le esplosioni uccisero e ferirono sia le guardie che i prioginieri all'interno della prigione, mentre molti altri riuscirono a fuggire. Pickard, in volo a 150 m, vide i prigionieri fuggire e segnalò al 21° Squadrone di Mosquito di tornare alla base. Mentre i Mosquito si dirigevano verso casa, gli Fw 190 del Jagdgeschwader 26 li attaccarono e furono impegnati dalla scorta dei Typhoon. A circa 6,4 km a nord di Amiens, l'ufficiale di volo J. E. Renaud, a bassa quota con il suo Typhoon del 174° Squadrone, sentì un forte botto; il motore si fermò ed egli atterrò di schianto a Poulainville e fu fatto prigioniero.

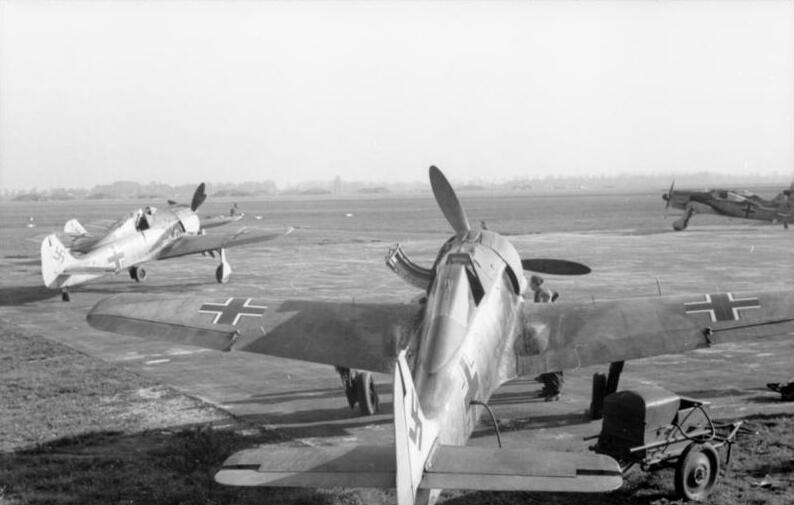
Fw 190 in Francia

Renaud pensava di essere stato colpito dalla contraerea tedesca (FlaK) ma il tenente Waldemar Radener, pilota di un Fw 190, era riuscito ad arrivare alle spalle di Renaud e ad abbatterlo, ottenendo la sua dodicesima vittoria. Il capo squadriglia A. I. McRitchie, pilota del Mosquito SB-T, è stato colpito dal FlaK vicino ad Albert ed è precipitato; McRitchie rimase ferito nell'incidente e scoprì che il navigatore, il tenente di squadriglia R. W. Sampson era morto. Vicino ad Amiens, il Mosquito EG-T del 487° Squadrone fu colpito dalla contraerea il quale ferì il pilota, sottotenente di squadriglia M. N. Sparks, e danneggiò il motore sinistro; Sparks è riuscito a raggiungere l'Inghilterra, atterrando con un solo motore alla base RAF di Ford. Pickard indugiò troppo a lungo sul bersaglio e mentre virava verso casa il suo Mosquito fu attaccato dall'Fw 190 del Feldwebel Wilhelm Mayer, che gli sparò alla coda; Pickard e il suo navigatore, il tenente di volo John Broadley, morirono nell'incidente a Saint-Gratien, 13 km a nord di Amiens.
Circa dieci minuti più tardi, Mayer riuscì a danneggiare un Mosquito del 487° Squadrone, riportando una probabile vittoria aerea. Mentre il Mosquito dell'FPU effettuava tre passaggi fotografici sopra la prigione prima di fare rotta verso l'Inghilterra, i due caccia di scorta Typhoon del 174° Squadrone rimasero in posizione di copertura. Durante il volo di rientro, il tenente pilota Markby, ai comandi del Typhoon XP-A sul lato di dritta del Mosquito, si avvicinò per un passaggio ravvicinato. Markby dichiarò in seguito di essere sollevato dal fatto che il Mosquito fosse meglio equipaggiato per navigare attraverso il maltempo, poiché i due Typhoon stavano terminando il carburante.

### Ricognizione post-attacco
Il 21 febbraio 1944, quattro Typhoon del 247° Squadrone scortarono due Mosquito da ricognizione fotografica inviati a sorvolare la prigione per una ricognizione speciale. Gli aerei furono accolti da un intenso fuoco contraereo mentre attraversavano la costa, il più pesante mai affrontato dal 247° Squadrone. Il tenente di volo C. E. Brayshaw, comandante della sezione A, fu colpito e costretto a invertire la rotta con il motore danneggiato, ma parti dell'impennaggio si staccarono e il suo Typhoon precipitò da 210 metri nel mare al largo di Cabourg, causandone la morte; altri due Typhoon furono danneggiati e un pilota rimase ferito.

## Conseguenze

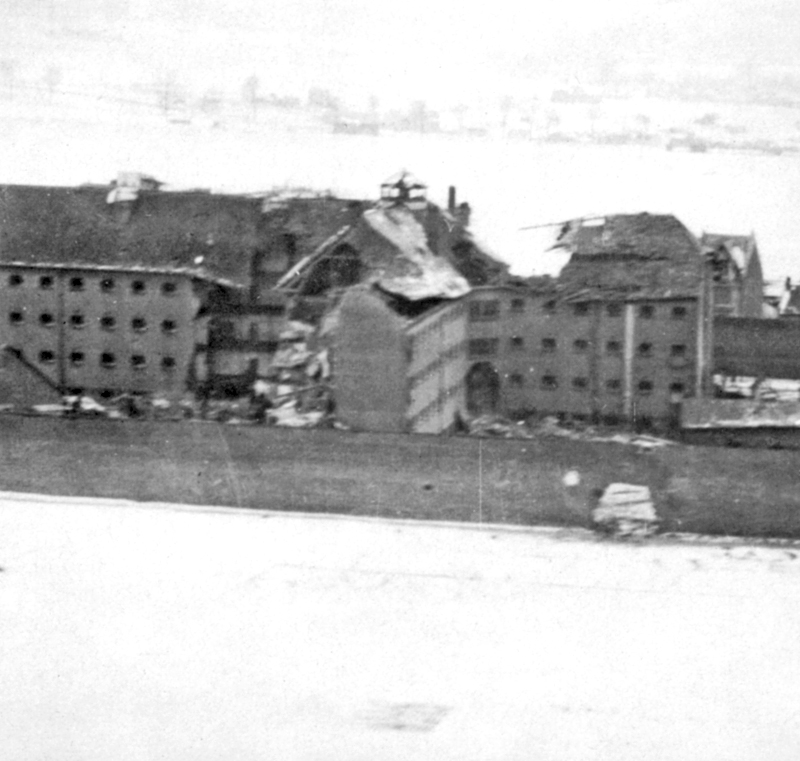
Una foto scattata due giorni dopo mostra i danni al carcere, inclusa una breccia nel muro perimetrale (a destra del centro).

Dei 832 prigionieri nel carcere, 255 uomini fuggirono, di cui la metà di coloro che erano destinati a essere fucilati; molti dei fuggitivi furono uccisi dalle guardie mentre scappavano dalla prigione e 182 furono ricatturati poco dopo. I prigionieri della resistenza che riuscirono a fuggire furono poi in grado di smascherare oltre sessanta agenti e informatori della Gestapo, compromettendo gravemente lo sforzo del controspionaggio tedesco. I prigionieri comuni, non ricatturati o consegnati, furono amnistiati informalmente dalla polizia francese e lasciati in pace. Pickard e Broadley furono dati per dispersi e alla base RAF di Hunsdon fu detto a tutti di mantenere il silenzio nel caso fossero sopravvissuti “ma non passò molto tempo prima di sentire la notizia che Pickard era in realtà morto” (Tenente di volo Les Bulmer del 21° Squadrone). Solo a settembre 1944 fu annunciato ufficialmente che Pickard e Broadley erano caduti in combattimento.
A marzo 1944, Ponchardier disse che:
(Ponchardier)

### Controversia
Le circostanze relative alla richiesta e il reale scopo della missione rimangono ancora oggi segreti. Sebbene si sia ipotizzato che la richiesta provenisse dalla Resistenza francese, che contava tra le sue fila alcuni membri detenuti nel carcere in attesa di esecuzione, un'indagine condotta dalla RAF nel dopoguerra ha rivelato che i capi della resistenza non erano a conoscenza del raid fino a quando la stessa RAF non richiese una descrizione del carcere. Il bombardamento permise la fuga di 258 prigionieri; diverse guardie tedesche rimasero uccise insieme a 102 prigionieri e molti degli evasi furono successivamente ricatturati. Una lettera (altamente segreta) del marzo 1944 indirizzata a Menzies ringraziava la RAF per il raid. Quando il capo della sezione francese della SOE, Maurice Buckmaster, fu messo di fronte alla lettera, firmata da "C", dichiarò di non averla mai vista e di non aver richiesto il raid, né di sapere chi lo avesse fatto. Un documentario televisivo della BBC del 2011 sull'operazione Jericho ha ipotizzato che il raid potesse avere lo scopo di distogliere l'attenzione dell'intelligence militare tedesca (Abwehr) dalla Normandia, dove il 6 giugno ebbe luogo lo sbarco in Normandia.

## Memoriali
Presso il carcere è presente una targa commemorativa in onore di coloro che persero la vita nell'attacco, mentre un memoriale è situato presso l'aeroporto di Hunsdon, che serviva come base dei Mosquito. In occasione del 60º anniversario dell'operazione, nel 2004, un aereo Spitfire eseguì un sorvolo commemorativo, poiché nessuno dei Mosquito superstiti erano in grado di volare.

## Velivoli coinvolti

### de Havilland Mosquito
| Velivolo         | Pilota                          | Navigatore                     | Squadrone                             | Note                                                                                    |
| ---------------- | ------------------------------- | ------------------------------ | ------------------------------------- | --------------------------------------------------------------------------------------- |
| EG-R (LR333)     | W/C I. S. Smith, DFC            | Flt Lt P. E. Barns, DFC        | 487 RNZAF                             | Rientrato                                                                               |
| EG-H (HX856)     | FS S. Jennings                  | WO J. M. Nichols               | 487                                   | Rientrato                                                                               |
| EG-T (HX982)     | Plt Offr Maxwell Sparks RNZAF   | Plt Offr A. C. Dunlop          | 487                                   | Colpito dal FlaK; ruota collassata durante l'atterraggio alla base                      |
| EG-C (HX909)     | Plt Offr M. L. S. Darrall RNZAF | Plt Offr F. S. Stevenson RNZAF | 487                                   | Rientrato                                                                               |
| EG-J (HX974)     | P/O D. R. Fowler                | W/O F. A. Wilkins              | 487                                   | Rientrato                                                                               |
| EG-Q (HX855)     | F/Lt B. D. Hanafin              | P/O C. F. Redgrave             | 487                                   | Ritornato indietro                                                                      |
| SB-F (LR334)     | Wg Cdr Robert Iredale RAAF      | Flt Lt J. L. McCaul            | 464 RAAF                              | Atterrato alle 13:00                                                                    |
| SB-A (MM402)     | Sqn Ldr W. R. C. Sugden         | Fg Offr A. N. Bridges          | 464                                   | Atterrato alle 13:00                                                                    |
| SB-U (MM410)     | F/O K. L. Monaghan              | F/O A. W. Dean                 | 464                                   | Atterrato alle 12:50                                                                    |
| SB-V (MM403)     | F/Lt T. McPhee RNZAF            | F/Lt G. W. Atkins              | 464                                   | Atterrato alle 12:50                                                                    |
| SB-T (MM404)     | S/Ldr A. I. McRitchie RNZAF     | F/Lt R. Sampson RNZAF          | 464                                   | Abbattuto dalla FlaK nei pressi di Amiens; pilota fatto prigioniero, navigatore ucciso. |
| EG-F (HX922)     | Gp Capt Percy Pickard           | Flt Lt John Broadley           | 464 RAAF (velivolo del 487 Squadrone) | Abbattuto da Wilhelm Mayer; sepolto ad Amiens                                           |
| O-Orange (DZ414) | Flt Lt A. Wickam                | P/O L. Howard                  | FPU                                   | Rientrato                                                                               |
| YH-U (LR403)     | Wg Cdr I. G. Dale               | F/O E. Gabites                 | 21 RAF                                | Annullato                                                                               |
| YH-J (MM398)     | F/Lt M. J. Benn                 | F/O N. A. Roe                  | 21                                    | Annullato                                                                               |
| YH-C (HX930)     | F/Lt A. E. C. Wheeler           | F/O N. M. Redington            | 21                                    | Annullato                                                                               |
| YH-D (LR385)     | F/Lt D. A. Taylor               | S/Ldr P. Livry                 | 21                                    | Annullato                                                                               |
| YH-P (LR348)     | F/Lt E. E. Hogan                | F/Sgt D. A. S. Crowfoot        | 21                                    | Ritornato indietro                                                                      |
| YH-F (LR388)     | F/Sgt A. Steadman               | P/O E. J. Reynolds             | 21                                    | Ritornato indietro                                                                      |

### Hawker Typhoons
| Velivolo     | Pilota                 | Squadrone | Note                                                                                                   |
| ------------ | ---------------------- | --------- | --- |
| JR133        | F/O J. E. Reynaud      | 174 RAF   | Abbattuto da un Fw 190 a nord di Amiens, fatto prigioniero                                             |
| JP793        | F/Sgt H. S. Brown      | 174       | Ultima volta visto entrare in una tempesta di neve a 37 chilometri a sud-sud-est di Beachy Head        |
| JR310        | F/Lt F. A. Grantham    | 174       | Atterrato alle 12:50                                                                                   |
| JP541        | F/Sgt F. E. Wheeler    | 174       | Atterrato alle 12:50                                                                                   |
| JP671        | F/Lt G. I. Mallett     | 174       | Atterrato alle 12:50                                                                                   |
| JP308        | F/O W. C. Vatcher      | 174       | Atterrato alle 12:50                                                                                   |
| JR303        | P/O W. D. Burton       | 174       | Atterrato alle 12:50                                                                                   |
| XP-A (JP535) | F/O H. V. Markby       | 174       | Atterrato alle 12:50                                                                                   |
|              | F/Lt R. Dall           | 198 RAF   | Cattive condizioni meteo presso la base RAF di Manston; atterrato alla base RAF di Tangmere alle 12:50 |
|              | F/Lt J. Scambler       | 198       | Cattive condizioni meteo presso la base RAF di Manston; atterrato alla base RAF di Tangmere alle 12:50 |
|              | F/Lt R. Roper          | 198       | Cattive condizioni meteo presso la base RAF di Manston; atterrato alla base RAF di Tangmere alle 12:50 |
|              | F/O R. Armstrong       | 198       | Separato dalla formazione principale a causa di una tempesta di neve; atterrato alla base alle 11:30   |
|              | F/Lt Raymond Lallemant | 198       | Separato dalla formazione principale a causa di una tempesta di neve; atterrato alla base alle 11:15   |
|              | F/Lt J. Niblett        | 198       | Separato dalla formazione principale a causa di una tempesta di neve; atterrato alla base alle 11:15   |